# Marc Wilmore
Marc Edward Wilmore (4. května 1963, Fontana, Kalifornie, USA – 30. ledna 2021, Pomona) byl americký televizní scenárista, producent, herec a komik, který se podílel mj. na Simpsonech, R jako rodině, In Living Color a The PJs. Byl celkem 10krát nominován na Primetime Emmy Awards, z toho jednou cenu vyhrál.

## Život a kariéra
Marc Edward Wilmore se narodil 4. května 1963 rodičům Betty a Larrymu v San Bernardino County v Kalifornii. Měl pět sourozenců, z toho je jeho starší bratr Larry televizní komik. Byl absolventem California State Polytechnic University, Pomona.
Na počátku 90. let se Wilmore stal scenáristou komediálního seriálu In Living Color. Za svou práci na pořadu získal nominaci na Primetime Emmy Award za vynikající scénář – estrádní pořad. Poté Wilmore psal také pro Noční show Jaye Lenoe a The PJs, situační stop motion komedii pro dospělé spoluvytvořenou jeho bratrem, kde také daboval křiváckého policistu Waltera Burketta.
Během práce pro The PJs se Wilmore účastnil žertu organizovaného štábem Simpsonových. V návaznosti na něj dostal příležitost si v dílu Šílená a ještě šílenější Marge zahrát psychologa. Wilmore se připojil ke scenáristickému štábu Simpsonových ve třinácté řadě seriálu a byl kreditován v části „Pošlete klony“ ve třináctém Speciálním čarodějnickém dílu. Získal Primetime Emmy Award za vynikající animovaný pořad – kratší než hodinový jako producent epizody Věčný stín Simpsonovy mysli roku 2008. V 10. letech 21. století pracoval jako scenárista a vedoucí producent na seriálu R jako rodina spoluvytvořeném Michaelem Priceem, který s ním spolupracoval na The PJs a Simpsonových. Wilmore také nadaboval několik postav v seriálu.
Wilmore zemřel ve věku 57 let dne 30. ledna 2021. Podle jeho bratra Larryho zemřel „během boje s covidem-19 a dalšími potížemi, které ho mnoho let trápily“ během pandemie covidu-19 ve Spojených státech amerických.

## Filmografie
| Roky            | Pořad                 | Role                                         |
| --------------- | --------------------- | -------------------------------------------- |
| 1992–1994       | In Living Color       | scenárista                                   |
| 1995–1998       | Noční show Jaye Lenoe | scenárista                                   |
| 1999–2001       | The PJs               | scenárista dabér (Walter Burkett)            |
| 2000, 2002–2015 | Simpsonovi            | scenárista dabér – hostující hvězda          |
| 2017–2020       | R jako rodina         | scenárista vedoucí producent doplňkové hlasy |